# Craftsbury
Craftsbury es un pueblo ubicado en el condado de Orleans en el estado estadounidense de Vermont. En el año 2010 tenía una población de 1,206 habitantes y una densidad poblacional de 11.7 personas por km².

## Geografía
Craftsbury se encuentra ubicado en las coordenadas 44°39′29″N 72°22′45″O / 44.65806, -72.37917.

## Demografía
Según la Oficina del Censo en 2000 los ingresos medios por hogar en la localidad eran de $34,453 y los ingresos medios por familia eran $41,000. Los hombres tenían unos ingresos medios de $21,875 frente a los $24,375 para las mujeres. La renta per cápita para la localidad era de $17,185. Alrededor del 13.8% de la población estaban por debajo del umbral de pobreza.